# Bass Brothers
Bass Brothers é o nome profissional da equipa de Mark e Jess Bass, os produtores naturais de Detroit, Michigan, responsáveis pelo gerenciamento de Eminem nos seus primeiros dias e por várias colaborações subsequentes em seus trabalhos futuros. Antes disso, eles trabalhavam com George Clinton. Músicas produzidas nessas sessões de estúdio deram origem ao álbum Dope Dogs dos P-Funk All Stars. Jeff Bass é considerado como uma das pessoas mais influentes na carreira do Eminem. Em seus trabalhos com Eminem, Mark e Jeff Bass são creditados como F.B.T. Productions.
Embora a editora discográfica Interscope Records anunciou Dr. Dre como o maior produtor de Eminem de modo a aumentar a sua credibilidade como um rapper branco na comunidade hip hop, os Bass Brothers produziram mais faixas para o artista que Dre. Jeff Bass interpretou "Public Service Announcements", faixa que introduz ambos discos The Slim Shady LP e The Marshall Mathers LP. Mais recentemente, ele interpretou "Another Public Service Announcement" do álbum Devil's Night dos D12 quando foi esmurrado por Rondell Benne, que substituiu-o como o locutor daquele álbum.
Todos os êxitos de Eminem foram conjuntamente produzidos por Dre ("My Name Is", "The Real Slim Shady", e "Just Lose It") ou Jeff Bass ("Without Me", "Beautiful" e "Lose Yourself").
Ambos já ganharam Grammy Awards por seu trabalho com Eminem. Jeff Bass venceu o Oscar de "Melhor Canção Original" em 2003 por ter co-escrito "Lose Yourself" para o filme 8 Mile (2002).
Os Bass Brothers também possuem uma editora discográfica chamada Web Entertainment, casa de artistas de rock (The Romantics) e hip hop (King Gordy).

## Empreendimentos
- Bassmint Productions
- Mashin' Duck Records[1]
- Web Entertainment[2]
- F.B.T. Productions LLC[3]